# Pavlovsk (Oblast' di Voronež)
Pavlovsk è una cittadina di 25 148 abitanti della Russia europea sudoccidentale, situata nell'Oblast' di Voronež e capoluogo del Distretto di Pavlovsk (Raion Pavlovskij).

## Geografia fisica
La cittadina sorge a 234 km a sudest del capoluogo; sorge sul fiume Don, nei pressi della confluenza dell'affluente Osered'. Pavlovsk è capoluogo del distretto omonimo.

## Storia
La città venne fondata nel 1709, quando lo zar Pietro il Grande decise la costruzione di una fortezza; l'insediamento venne chiamato con il nome del fiume, Osered'. Due anni dopo vennero trasferite qui delle truppe dalla fortezza di San Paolo sul Mar d'Azov; la fortezza venne ribattezzata Pavlovskaja, e la cittadina che le sorse intorno Pavlovsk.

## Società

### Evoluzione demografica
Fonte: mojgorod.ru
- 1897: 7.200
- 1939: 11.100
- 1970: 14.800
- 1989: 25.900
- 2002: 26.365
- 2006: 25.800

## Teatro
Ne "Il sergente", adattamento teatrale di Marco Paolini del "Sergente nella neve" (Mario Rigoni Stern) trasmesso il 30 ottobre 2007 su LA7, Paolini cita Pavlovsk; città da cui s'imbarca su un battello lungo il Don per cercare gli avamposti militari italiani dell'8ª Armata.

## Galleria d'immagini

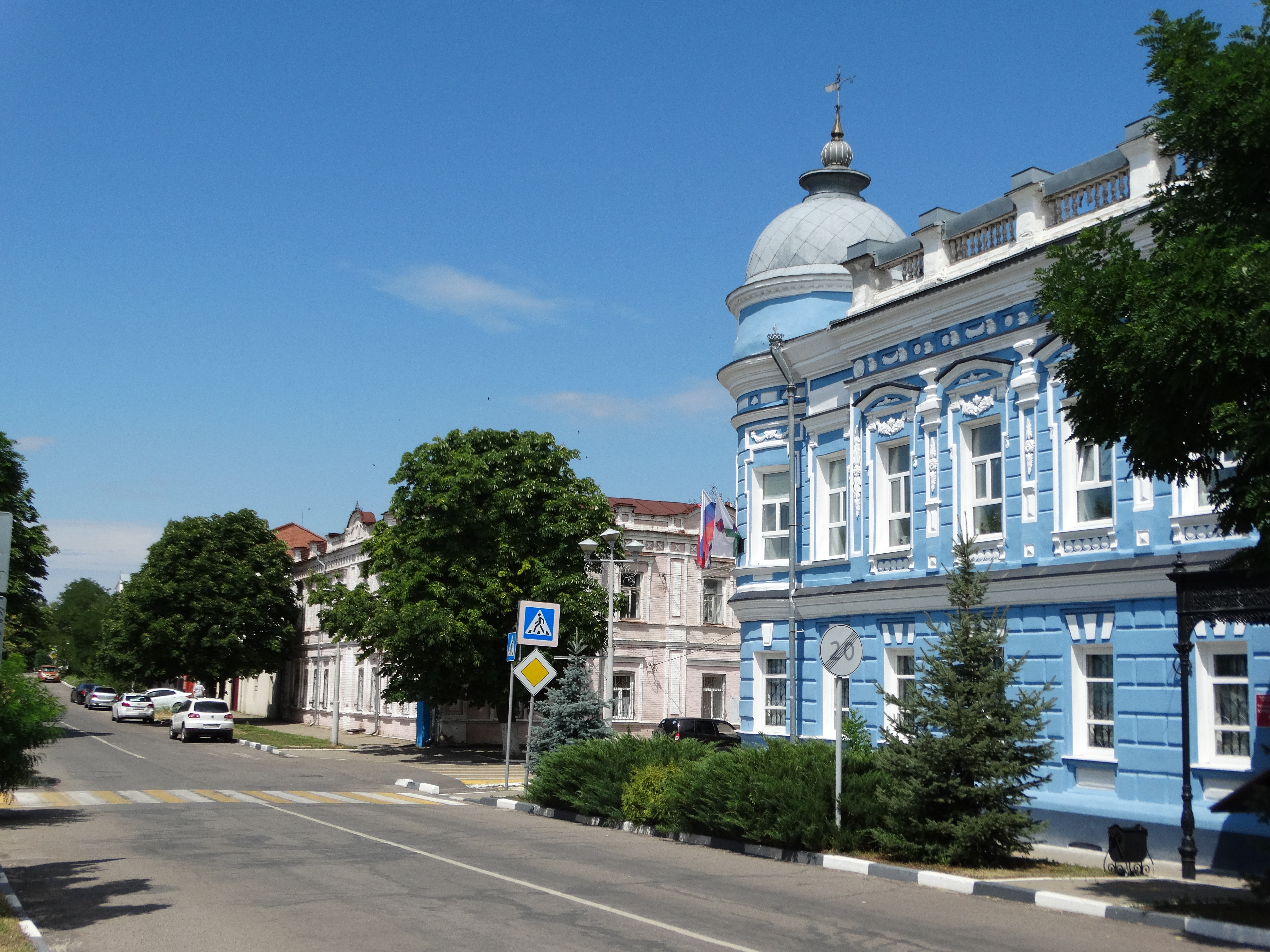
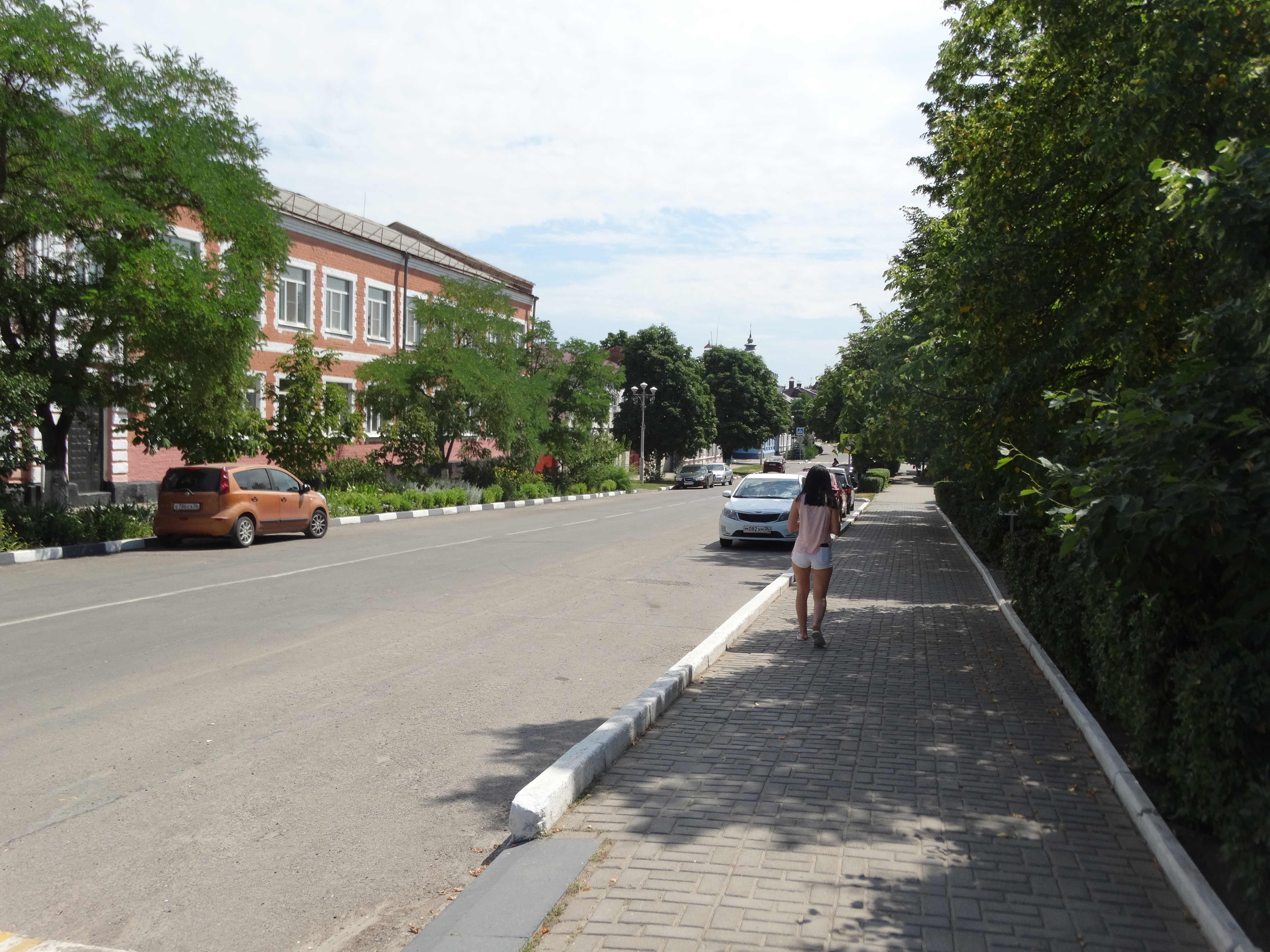
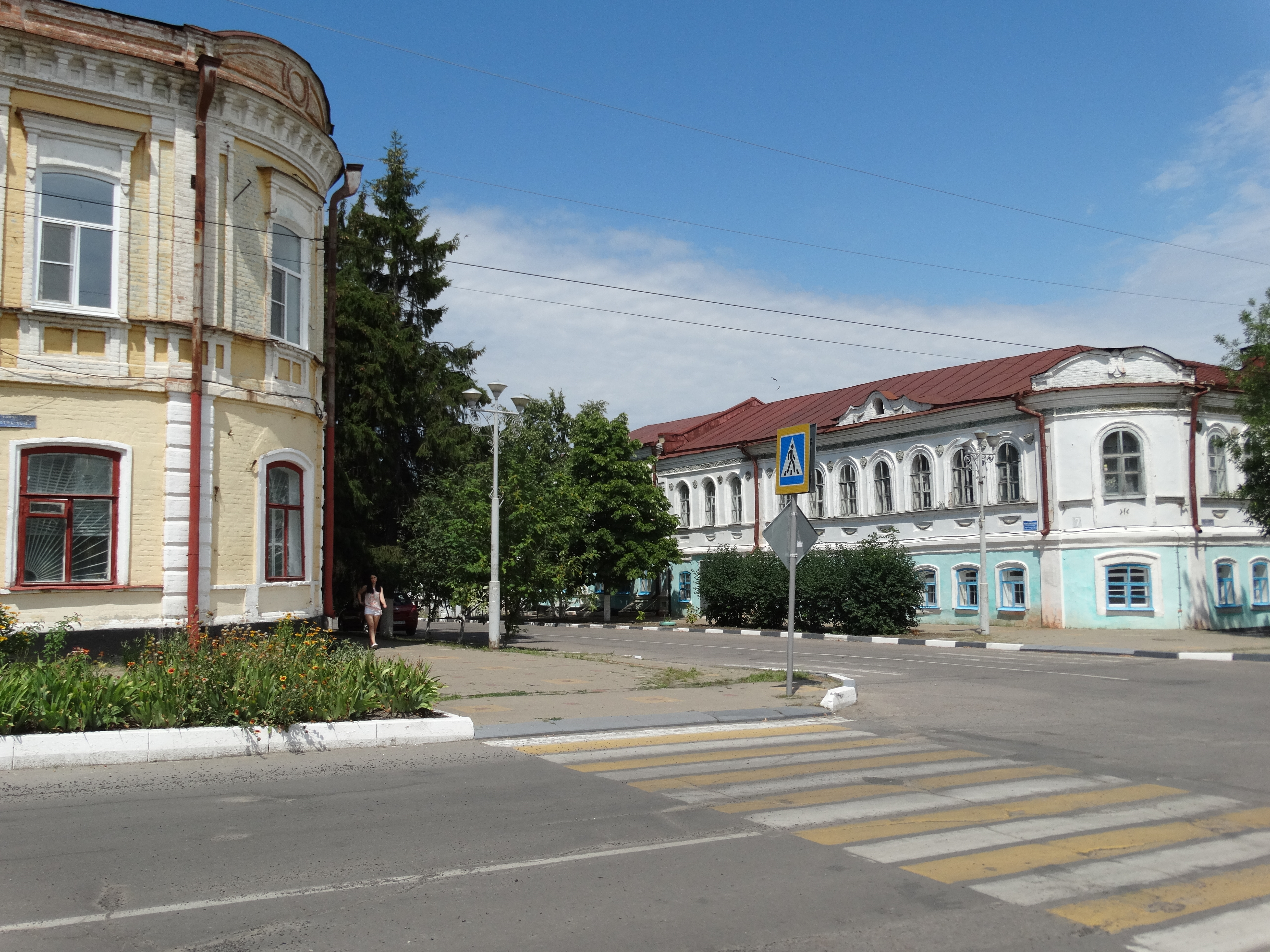
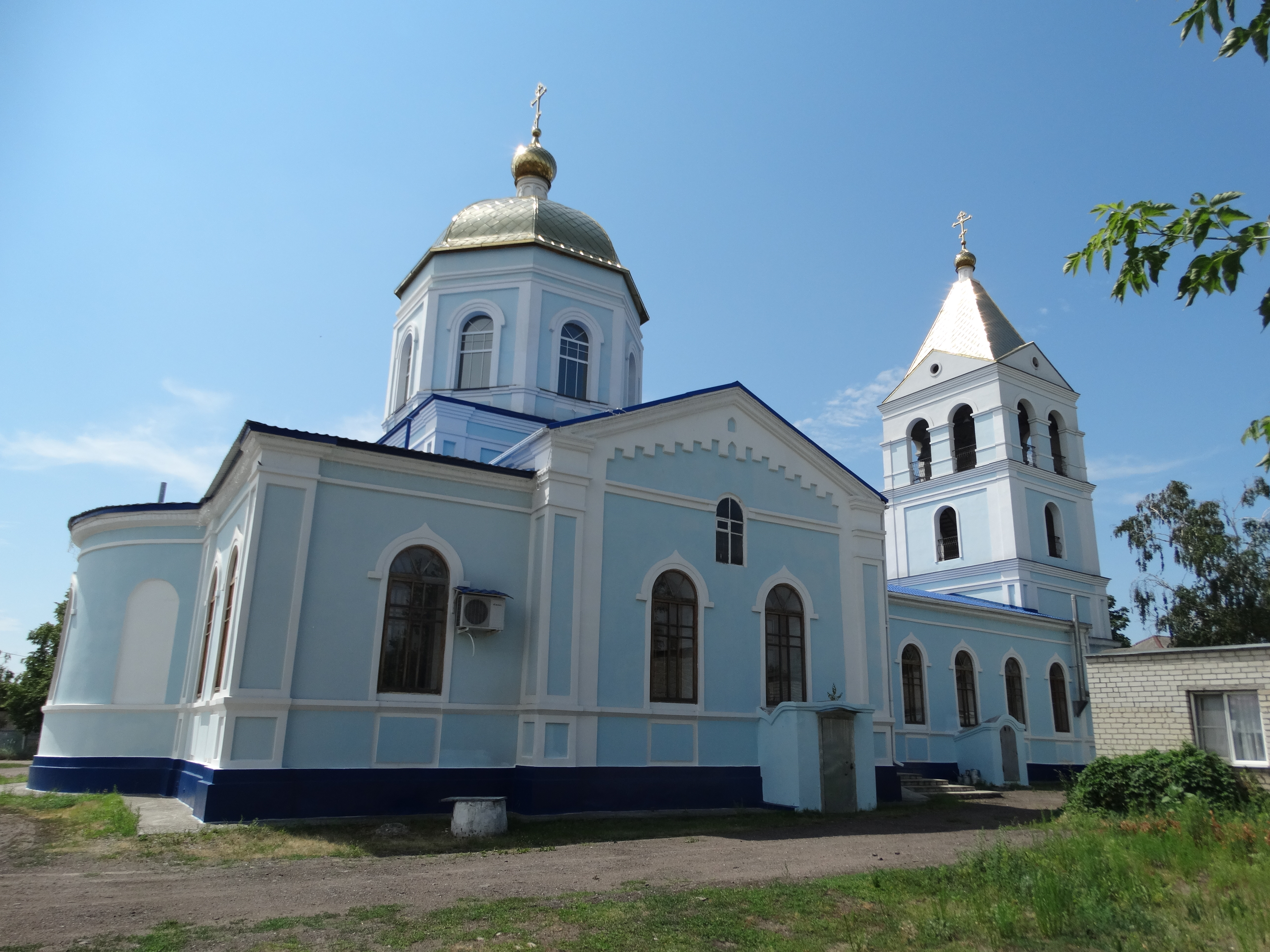
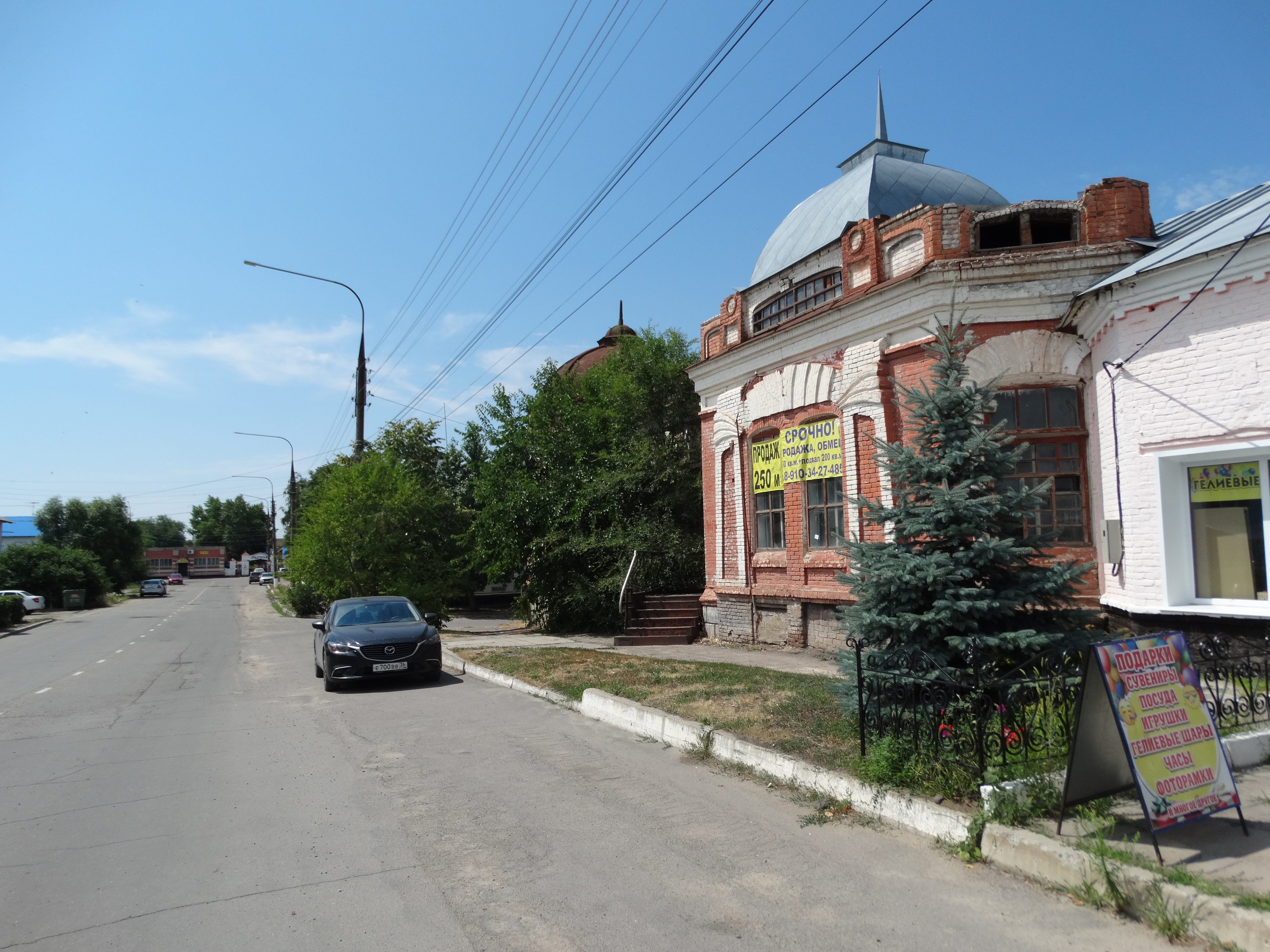
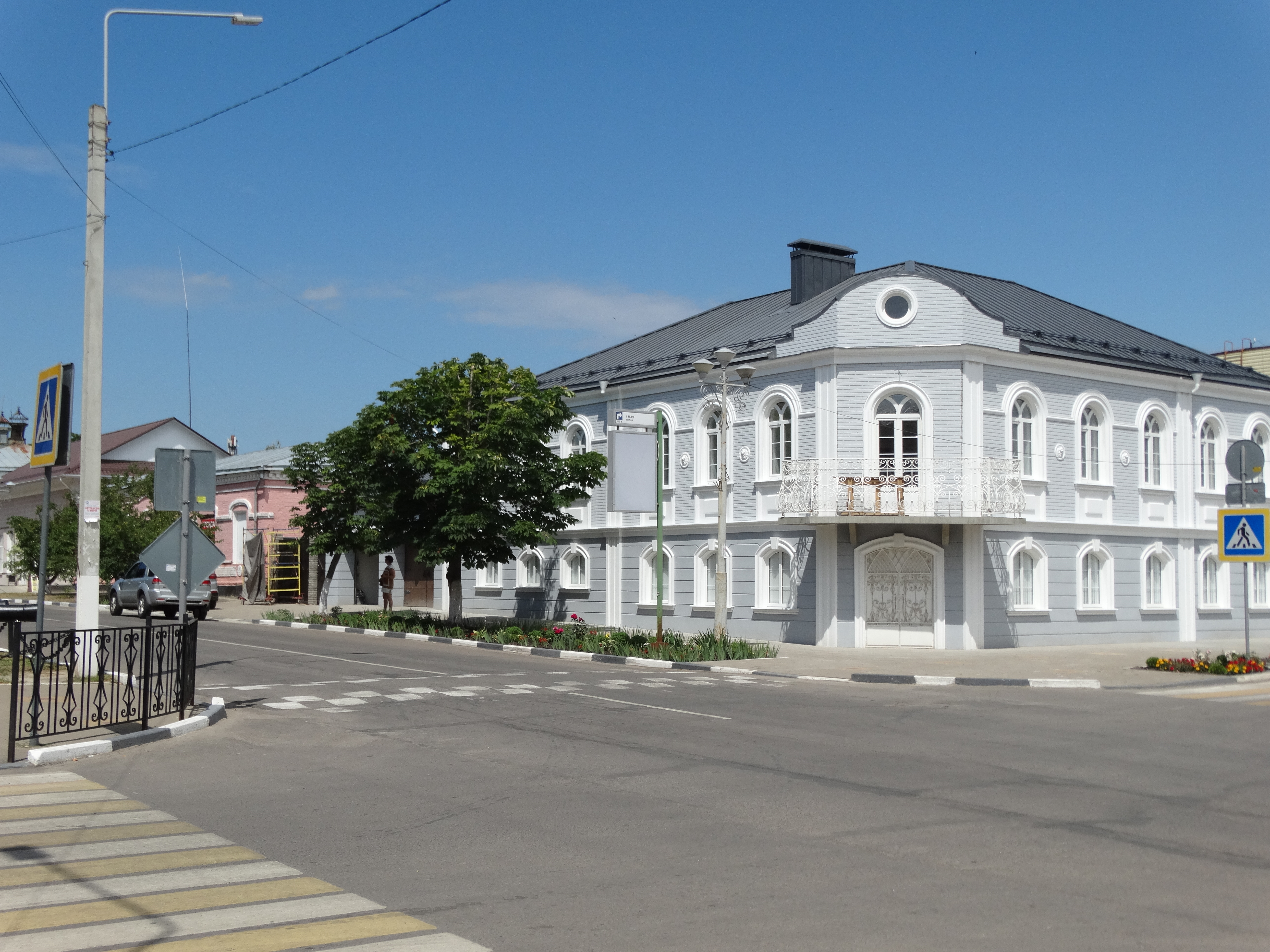